# Ferdinand Jacob Lindheimer
Ferdinand Jacob Lindheimer ( * 1920 - 1988 ) fue un profesor, editor de periódicos, y botánico alemán-estadounidense.
Estudio leyes, y asistió a las Universidades de Wiesbaden, de Jena, y de Bonn, ganando allí una beca en filología. Regresó a Fráncfort y fue maestro en el Instituto Bunsen, en 1827. Allí se convirtió en activista en el movimiento político para la reforma del gobierno alemán. En 1834 Lindheimer, cuyas afiliaciones políticas lo habían separado de su familia y lo colocó en situación de riesgo, emigró a los Estados Unidos como refugiado político; uniéndose a una comunidad de compatriotas expatriados alemanes en Belleville, Illinois, muchos de los cuales eran antiguos colegas del Instituto Bunsen. En el otoño de 1834 viajó a Veracruz, México, y se unió a otro asentamiento alemán en la hacienda de Carlos Sartorius, Mirador, cerca de Jalapa, Veracruz. Durante su estancia de dieciséis meses allí, Lindheimer recogió plantas e insectos. En 1836, por los informes de la Revolución de Texas, viajó a Nueva Orleans y se unió a la compañía Jerome Bonaparte Robinson de Kentucky. Una vez en Texas, Lindheimer se alistó en el ejército y sirvió bajo el mando de John Coffee Hays hasta 1837.

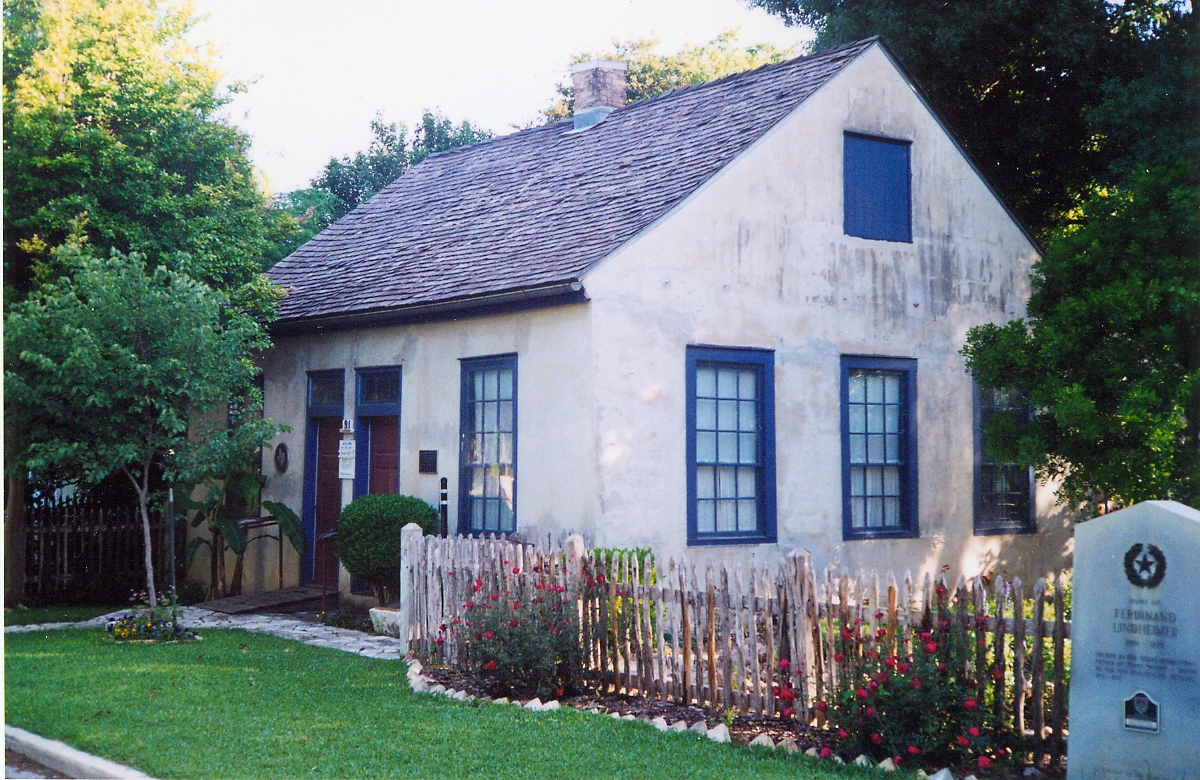
Su casa museo

## Algunas publicaciones

### Libros
- joseph william Blankinship, ferdinand jacob Lindheimer. 1907. Plantae Lindheimerianae, Parte 3. 101 pp.
- ferdinand j. Lindheimer, george Engelmann, minetta altgelt Goyne. 1991. A life among the Texas flora: Ferdinand Lindheimer's letters to George Engelmann. 236 pp. ISBN 0890964572

## Honores

### Epónimos
Unas 168 especies se han nombrado en su honor:
- (Adiantaceae) Myriopteris lindheimeri J.Sm.[2]
- (Asclepiadaceae) Asclepias lindheimeri Engelm. & A.Gray[3]
- (Asteraceae) Vernonia lindheimeri A.Gray & Engelm. var. leucophylla Larsen[4]
- (Brassicaceae) Alyssum lindheimeri Kuntze[5]
- (Cactaceae) Opuntia lindheimeri Engelm. var. subarmata (Griff.) Elizondo & J.A.Wehbe[6]
- (Campanulaceae) Specularia lindheimeri Vatke[7]
- (Convolvulaceae) Ipomoea lindheimeri A.Gray[8]
- (Cucurbitaceae) × Sicydium lindheimeri A.Gray var. tenuisectum A.Gray[9]
- (Cyperaceae) Eleocharis lindheimeri Svenson[10]
- (Dryopteridaceae) Aspidium lindheimeri A.Braun[11]
- (Euphorbiaceae) Ricinocarpus lindheimeri (Müll.Arg.) Kuntze[12]
- (Fabaceae) Astragalus lindheimeri Engelm.[11]
- (Fabaceae) Astragalus lindheimeri var. bellus Shinners[13]
- (Garryaceae) Garrya lindheimeri Torr.[14]
- (Illecebraceae) Paronychia lindheimeri var. longibracteata Chaudhri[15]
- (Lamiaceae) Monarda lindheimeri Engelm. & Gray[16]
- (Leguminosae) Astragalus lindheimeri Engelm. ex A.Gray[17]
- (Loasaceae) Mentzelia lindheimeri Urb. & Gilg[18]
- (Loganiaceae) Coelostylis lindheimeri Small[19]
- (Malvaceae) Sphaeroma lindheimeri Kuntze[20]
- (Mimosaceae) Mimosa lindheimeri A.Gray[21]
- (Nyctaginaceae) Mirabilis lindheimeri (Standl.) Shinners[22]
- (Oleaceae) Fraxinus lindheimeri Wenz.[11]
- (Onagraceae) Gaura lindheimeri Engelm. & A.Gray[23]
- (Oxalidaceae) Oxalis lindheimeri Torr. ex Knuth[24]
- (Poaceae) Dichanthelium lindheimeri (Nash) Gould[25]
- (Polygalaceae) Polygala lindheimeri var. parvifolia Wheelock[26]
- (Scrophulariaceae) Castilleja lindheimeri A.Gray[27]
- (Thelypteridaceae) Thelypteris × lindheimeri (C.Chr.) Wherry[28]
- (Ulmaceae) Celtis lindheimeri Engelm. ex K.Koch[29]

- La abreviatura «Lindh.» se emplea para indicar a Ferdinand Jacob Lindheimer como autoridad en la descripción y clasificación científica de los vegetales.[30]